# 가이타정
가이타정(일본어: 海田町)은 일본 히로시마현 아키군의 정이다.

## 개요
과거 아키군청이 소재하여 아키군의 중심지로 발전해 왔다. 또 에도 시대에는 사이코쿠 가도의 역참 마을로 번창했다.
주요 산업은 육상자위대 제13여단 사령부와 수많은 마쓰다 관련 공장 등이며, 마쓰다 관련 공장에 근무하는 남미나 중국 출신 외국인도 많아 남미계 외국인을 주된 대상으로 한 음식점과 남미의 식료품이나 잡화를 파는 가게가 몇 점포인가 있다. 일본인 주민과는 큰 갈등을 빚지는 않았지만 외국인끼리의 살인 사건 등이 과거 발생한 적이 있다. 정사무소에서도 일본어 외에 영어·포르투갈어, 스페인어 등의 다국어 표기를 지원한다.
1956년에 가이타정이 탄생했을 때는 인구가 약 12,000명이었지만, 히로시마시의 베드타운으로 개발되어 인구가 급증하여 1960년대 말에서 70년대 초반 사이에 20,000명을 돌파하며 1981년에는 30,000명을 돌파했다. 이후 1996년에 30,000명 아래로 떨어졌지만 1998년 30,000명을 회복했다. 2003년 4월에 30,000명 아래로 떨어진 이후로는 28,000-29,000명 선에서 왔다갔다하고 있다. 단 주민기본대장 인구는 2018년 11월·12월 및 2019년(2019년) 6월 이후는 30,000명 선을 유지하고 있다.
히로시마현에서는 같은 아키군의 후추정에 이어 인구가 많은 마을이다. 또 다케하라, 오타케, 아키타카다, 에다시마의 각 시보다 인구가 많다.
한편 면적은 히로시마현의 시구정촌 중에서 후추정에 이어 두 번째로 작아 총면적은 13.79km2, 가주지 면적은 불과 7.35km2이다. 인구 밀도는 약 2,100명으로 높은데, 약 1,300명인 히로시마시보다 높으며, 또한 실질 인구 밀도는 약 4,000명이다.

## 지리
주변은 산으로 둘러싸여 있고 정의 중앙을 세노강이 흐르고 있으며, 서쪽은 가이타만에 접하고 있다. 평야의 대부분은 과거에 바다였으나 세노강의 퇴적과 매립으로 육지가 되었다. "가이타"(海田)라는 지명은 여기서 유래한다.
지형은 구 가이타이치정(海田市町) 지역과 구 히가시카이타정(東海田町) 지역이 크게 다르다. 구 가이타이치정은 세노강 하구에 있어 평지가 많은데 반해 구 히가시카이타정은 세노 방면에서 계속되는 산지 안에 있어 평지는 세노강가뿐이다.

## 합병 문제

### 쇼와 시대
1939년 1월, 6월에 걸쳐 후나코시정과의 합병 이야기가 부상한 적도 있었다.
1953년에 아키지방사무소가 아키군의 정촌 합병 계획을 발표하였고 이듬해 이후 아키군 구카 정촌합병협의회가 설치되어 개최되었다. 1955년에는 세노정, 구마노정도 참여했지만 당년도 내에 합병협의회는 일단 해산되었다. 1956년 세노가와 유역의 합병 이야기가 부상하자 가이다시도 참여했고 같은 해 8월 26일에 합병 찬반을 묻는 주민투표가 실시되어 찬성이 다수를 차지했으나, 직후에 유역 합병 이야기가 파담되어 분열했다. 최종적으로 가이다시와 가이타정의 합병이 추진되어, 같은 해 9월 30일에 두 마을의 합병이 이루어졌다.

### 헤이세이 시대
히로시마시와 합병 얘기가 나왔지만, 오락가락하고 합병 문제는 교착되었다.
원래 마을에는 주고쿠 지방을 관할하는 육상자위대 제13여단 사령부와 많은 마쓰다 관련 기업 공장이 입지하고 있어 기지 교부금이나 법인 주민세, 고정 자산세 등의 수입으로 마치 재정이 안정됐고 합병에 부정적인 의견이 많다고 여겨지고 있다. 같은 아키군 후추정에도 마쓰다 본사가 있었덤 과거 기린 맥주 히로시마 공장의 대규모 법인 주민세, 고정 자산세가 있었기 때문에 히로시마시와 합병을 거부했다는 비슷한 사정이 있다.
또 가이타정의 상수도는 주로 동네를 흐르는 세노강에서 취수한 물과 산요 신칸센 터널을 굴착했을 때 찾아낸 샘물을 동네 2개의 정수장에서 정수하여 급수하는 자주 수도에서 거의 모든 지역의 사용분을 마련하고 있지만 히로시마시와의 합병에 있어서는 이 자주 수도를 폐지하고 히로시마시, 후추정도 마찬가지로 오타강의 물을 정수한 물 급수를 받기도 조건의 하나로 올랐으며 그 결과 다른 시 거리의 수도 요금 인상이 우려됐던 것도 합병 거부의 이유로 꼽힌다(가이타정 수도국의 수도관은 가이타 동네에만 가지 않는 것으로 유지 관리비가 낮고 수도 요금은 인접 시정과 비교하고 값싸다고 한다. 합병 논의 때 마을에 배포된 비교 데이터로는 일반 가정에서 같은 수량을 사용할 경우 약 1.7배의 수도 요금이 청구된다.

## 정사무소 이전 문제
2021년 기준으로 정사무소의 바로 남쪽을 인접해 JR서일본 산요 본선이 달리고 있지만 히로시마현과 JR 사이에 이 주변 구간의 히로시마 도시권 동부 연속 입체 교차 사업이 결정되었다. 이 사업과 관련하여 정사무소의 이전이 필요함에 따라 2010년대를 거치며 긴 논의가 이루어졌다. 당초에는 2012년도 말까지 이전이 계획되고 있었지만, 이전지를 결정하는 작업이 난항을 겪었다. 재정난을 이유로 2013년 8월에 사업 중단이 결정되었으나 2015년에 이르러 다시 고가화와 정사무소 이전지에 대한 논의가 시작되었다.
1안은 정사무소 이외의 가이다정 시설과 가깝지만 정사무소 앞을 달리는 구 산요 도로(니시코쿠 가도)는 도로폭이 좁아 주차장도 지금의 정사무소 이상으로 넓게 잡히지 않는다며 지지하는 사람이 없었다. 2안은 가이다정의 JR 가이다시역 남쪽 출구에 정사무소가 들어서는 26층짜리 민간 복합 상업시설을 건설하는 것으로, 교통편도 좋고 마을 밖에서 찾아오는 이용자도 이용하기 쉽게 할 수 있다는 메리트는 있지만 가이다시역 자체가 가이다정과 히로시마시 아키구와의 경계에 있어(역에서 수십미터 나가면 히로시마시 아키구) 중요한 주차장 부지를 확보하는데 어려움이 있으며 토, 일, 공휴일은 기본적으로 폐청하기 때문에 역앞의 활용성이 떨어지는 등의 문제가 생긴다. 니시다 스케조 전 촌장은 이 안을 강하게 추진하고 있었다. 3안은 지리적으로도 가이다정의 중앙 부분에 해당하며 현재 공사중인 히가시히로시마 바이패스를 따라 토지도 넓고 주차장도 많은 대수만큼의 공간을 차지하기 때문에 자동차 이용자에게는 편리하지만 가이다시역에서 도보 20분 정도가 걸려 히가시히로시마 바이패스를 경유하는 버스편 이용률이 아직 적기에 마을 밖에서의 이용자에게는 불편하다는 의견 또한 높다. 이 안은 당초 정의회 의원 대부분이 지지했으며 마을 주민 무작위 설문조사에서도 과반수에는 미치지 못했지만, 3개 안 가운데는 가장 많은 지지를 받았다. 4안은 3안의 입지에 가까워 가이다시역에서 도보 12분으로 더 가까운 장소가 되지만, 히로시마현으로부터 부지를 구입하는 비용이 추가된다. 정의회는 3안에서 지지를 변경하여 4안으로 이전을 요구하는 결의를 채택했으나 야마오카 칸지 전 촌장은 부정적이었다. 마을은 이전에 드는 비용의 계산을 1안은 15억 4000만 엔 정도, 2안은 19억 1000만 엔 정도, 3안은 18억 5000만 엔 정도로 예상하고 있다.
2015년 11월에 투개표가 실시된 촌장 선거에서 합동 청사 터로의 이전을 추진하는 전직 마을의 니시다 유조가 4선을 목표로 한 야마오카 칸지를 누르고 초선을 결정했다. 그리고 2018년 3월 정의회에서 구 히로시마현 가이다청사 터에 새로운 청사를 건립하는 결의안이 가결되었고, 또한 신청사 정비 기본계획의 신청사 건설 개산 사업비는 약 35.4억~39.7억 엔을 사이로 하고 있다.

## 역사
옛날에는 아키군청이 놓여 있던 적도 있어 아키군의 중심지로 발전해 왔다. 또 에도 시대에는 시코쿠 가도의 역참 마을로 번창했다.
- 1889년 4월 1일 - 가이타이치정, 오쿠카이타촌이 성립하였다.
- 1952년 6월 1일 - 오쿠카이타촌이 정으로 승격, 개칭해 히가시카이타정이 되었다.
- 1956년 9월 30일 - 가이타이치정, 히가시카이타정이 합병해 가이타정이 탄생하였다.

## 교통

### 철도
- 서일본 여객철도
  - 산요 본선
  - 구레선

### 도로
- 국도 제2호선
- 국도 제31호선
- 히로시마현도 제84호선